# Storsveden (naturreservat)
Storsveden är ett naturreservat i Rättviks kommun i Dalarnas län.
Området är naturskyddat sedan 2010 och är 16 hektar stort. Reservatet består av granskog med inslag av lövträd.